# Hilary Kpatcha
Hilary Kpatcha (née le 5 mai 1998 à Lomé au Togo), est une athlète française, spécialiste du saut en longueur.

## Biographie
Hilary Kpatcha naît le 5 mai 1998 à Lomé, capitale du Togo, de Rock Kpatcha, cadre d'entreprise et d'Opportune Kpatcha, infirmière. Elle est l'aînée d’une famille de trois enfants.
À partir de 2012, elle est licenciée au Club athlétique balmanais (CA Balma). Elle est coachée par un professeur d'éducation physique et sportive Jean-Luc Sénat jusqu'à la mort de ce dernier en décembre 2021,,,. Hilary Kpatcha remporte aux championnats du monde juniors d'athlétisme 2016 à Bydgoszcz la médaille de bronze du saut en longueur.
Elle est sacrée championne de France de saut en longueur en salle aux championnats de France d'athlétisme en salle 2019 à Miramas. En juin 2019, avec 6,46 m, elle remporte les championnats de France universitaires à Barentin.
Le 12 juillet 2019, en qualifications des championnats d'Europe espoirs de Gävle en Suède, Kpatcha saute à 6,81 m (+ 1,6 m/s) dès son premier essai et explose son record personnel de 20 centimètres, et devient à cette occasion la sixième meilleure performeuse française de l'histoire ; elle remporte en finale son premier titre international avec un saut à 6,73 m,.
Elle est sacrée championne de France de saut en longueur aux championnats de France d'athlétisme 2019 à Saint-Étienne. En octobre 2019, avec un saut 6,54 m, elle remporte la médaille d'or du saut en longueur aux jeux mondiaux militaires à Wuhan,. Aux championnats du monde de Doha au Qatar en octobre 2019, elle se classe dix-huitième et première Française des qualifications du saut en longueur avec un troisième saut mesuré à 6,47 m, à seulement 6 centimètres de la dernière athlète admise pour la finale.
En avril 2021, avec quatre autres athlètes, elle reçoit la médaille de l'Assemblée nationale pour récompenser son parcours sportif. Le 30 mai 2021, aux championnats d'Europe par équipes à Chorzow en Pologne, la sauteuse en longueur se blesse à l'échauffement en glissant sur la planche d'appel mouillée. Cette dernière n'avait pas été essuyée au fur et à mesure par les juges du concours alors qu'il pleuvait. Elle souffre d'une hyperextension au niveau du genou.
Durant l'année 2022, Pierrick Chamayou devient son entraîneur. En juillet, elle reprend le saut en longueur en compétition et réalise un saut à 5,77 m. En décembre, elle réussit un saut à 6,37 m en salle. Durant cette année, avec treize autres athlètes de la région toulousaine, elle participe à une campagne pour dire « stop aux violences faites aux femmes ! ». La campagne est diffusée sur les réseaux sociaux et montrée avant les manifestations sportives de la métropole toulousaine.
Dans le cadre d'actions du conseil départemental de la Haute-Garonne pour la promotion de l'égalité femmes-hommes dans le sport, Hilary Kpatcha s'est déplacé au sein des collèges pour mettre en avant les valeurs de l'olympisme, les modèles du sport féminin de haut niveau et les bienfaits de la mixité dans le sport.
Lors du meeting de Pézenas en juin 2023, Hilary Kpatcha réalise un nouveau record avec un saut en longueur de 6,86 m. Cela fait d'elle la quatrième performeuse française de l'histoire et la qualifie pour les championnats du monde d'athlétisme 2023,. A la fin du mois de juin, avec la lanceuse de javelot Alizée Minard, les deux sociétaires de CA Balma participent aux championnats d'Europe d'athlétisme par équipes 2023,. Ils ont de nouveau lieu à Chorzow en Pologne où Hilary Kpatcha s'est blessée deux ans plus tôt. Cette dernière réussit un premier saut à 6,75 m qui lui permet de remporter le concours D1 de saut en longueur,,.
Elle se qualifie aux JO de Paris 2024, elle termine 11è après une qualification de justesse pour la finale.
Elle est militaire, dans l'armée de terre.

## Palmarès

### International
| Date | Compétition                   | Lieu      | Résultat | Marque |
| ---- | ----------------------------- | --------- | -------- | ------ |
| 2016 | Championnats du monde juniors | Bydgoszcz | 3e       | 6,33 m |
| 2019 | Championnats d'Europe espoirs | Gävle     | 1re      | 6,73 m |
| 2019 | Jeux mondiaux militaires      | Wuhan     | 1re      | 6,54 m |
| 2023 | Jeux européens                | Chorzów   | 2e       | 6,75 m |
| 2024 | Jeux olympiques               | Paris     | 11e      | 6,56 m |

### National
- Championnats de France d'athlétisme :
  - Vainqueur du saut en longueur en 2019
- Championnats de France d'athlétisme en salle :
  - Vainqueur du saut en longueur en 2019 et 2021

## Records
| Épreuve          | Épreuve      | Marque | Lieu     | Date            |
| ---------------- | ------------ | ------ | -------- | --------------- |
| Saut en longueur | En plein air | 7,02 m | Kalamáta | 30 mai 2025     |
| Saut en longueur | En salle     | 6,58 m | Aubière  | 16 janvier 2021 |